# Хиршовиц, Ким
Ким Хиршовиц (фин. Kim Hirschovits; 9 мая 1982, Хельсинки) — финский хоккеист, центральный нападающий. Воспитанник клуба ХИФК.

## Карьера
Ким Хиршовиц начал свою профессиональную карьеру в 2001 году в составе родного клуба финской SM-liiga ХИФК, выступая до этого за его фарм-клуб. В своём дебютном сезоне Ким провёл на площадке только 2 матча, однако уже в следующем году он сумел закрепиться в основном составе клуба, в 45 матчах набрав 16 (6+10) очков. В 2002 году на драфте НХЛ он был выбран в 6 раунде под общим 194 номером клубом «Нью-Йорк Рейнджерс», успев до этого провести 6 матчей в составе «Чикаго Стил» в одной из юниорских лиг Северной Америки.
В последующих сезонах Хиршовиц продолжил увеличивать свою результативность, в итоге за четыре года в клубе набрав 105 (38+67) очков в 253 проведённых матчах, также став бронзовым призёром чемпионата страны в 2004 году. Перед началом сезона 2006/07 Ким подписал контракт с клубом «Йокерит», в составе которого в том же году завоевал серебряные награды SM-liiga, став также лучшим бомбардиром команды, набрав 64 (21+43) очка в 64 матчах. В следующем сезоне результативность Хиршовица слегка упала, и после окончания турнира он принял решение вернуться в родной ХИФК.
Сезон 2008/09 стал одним из самых успешных в карьере Кима — по итогам соревнований он завоевал звание лучшего ассистента и бомбардира СМ-Лиги, отметившись 66 (18+48) результативными баллами в 60 играх. В следующем сезоне Хиршовиц также был одним из лучших игроков клуба, набрав 53 (21+32) очка в 60 проведённых матчах, тем не менее, по окончании сезона он покинул ХИФК и заключил соглашение с клубом шведской Элитной серии «Тимро». В составе нового клуба Ким продолжил исправно набирать очки, однако для самой команды сезон оказался неудачным, поэтому летом 2011 года Хиршовиц вновь вернулся в родной клуб.
14 января 2012 года Ким принял предложение нижегородского «Торпедо», подписав с клубом контракт до конца сезона, временно заменив в составе травмированного Мэтта Эллисона. В тот же день в матче против омского «Авангарда» Хиршовиц дебютировал в Континентальной хоккейной лиге, а две недели спустя он забросил свою первую шайбу в КХЛ, принеся победу своей команде над мытищинским «Атлантом». Всего за оставшуюся часть сезона Ким провёл в форме нижегородского клуба 24 матча, в которых он сумел отметиться 10 (4+6) набранными очками, однако 1 мая стало известно о том, что руководство «Торпедо» не стало продлевать контракт с игроком.
19 июня Хиршовиц стал игроком «Лулео», подписав с клубом однолетний контракт.

### Международная
В составе сборной Финляндии Ким Хиршовиц принимал участие в молодёжном чемпионате мира 2002 года, на котором он вместе с командой стал бронзовым призёром, в 7 проведённых матчах набрав 1 (0+1) очко. На взрослом уровне Ким призывался под знамёна сборной для участия в матчах Еврохоккейтура в сезонах 2006/07, 2007/08 и 2008/09. Всего на его счету 10 (5+5) результативных баллов в 12 матчах за сборную.

## Достижения
- Бронзовый призёр молодёжного чемпионата мира 2002.
- Бронзовый призёр чемпионата Финляндии 2004.
- Серебряный призёр чемпионата Финляндии 2007.
- Лучший ассистент и бомбардир чемпионата Финляндии 2009.

## Статистика
| Легенда | Легенда                    | Легенда | Легенда                   | Легенда | Легенда    |
| ------- | -------------------------- | ------- | ------------------------- | ------- | ---------- |
| И       | Количество проведённых игр | Штр     | Штрафное время            | +/−     | Плюс-минус |
| Г       | Голы                       | П       | Голевые передачи          | О       | Очки       |
| -       | Статистика неизвестна      | —       | Статистика не учитывалась |         |            |

### Клубная карьера
- a В этом сезоне в «Плей-офф» учитывается статистика игрока в Кубке Надежды.